# نیل دیویس (بازیکن فوتبال)
نیل دیویس (انگلیسی: Neil Davis؛ زادهٔ ۱۵ اوت ۱۹۷۳) بازیکن فوتبال اهل بریتانیا است.
از باشگاه‌هایی که در آن بازی کرده‌است می‌توان به باشگاه فوتبال ترانمره راورز، باشگاه فوتبال نیوپورت کانتی، باشگاه فوتبال استون ویلا، باشگاه فوتبال ردیچ یونایتد، باشگاه فوتبال کولشیل تاون، باشگاه فوتبال والسال، و باشگاه فوتبال وایکام واندررز اشاره کرد.